# Wilbirg Brainin-Donnenberg
Wilbirg Brainin-Donnenberg (* 1963 in Salzburg) ist eine österreichische Filmemacherin, Filmkuratorin, Publizistin und Geschäftsführerin des drehbuchFORUM Wien. Sie ist Gründungs- und Vorstandsmitglied von FC Gloria und lebt in Wien.

## Werdegang
Sie studierte Psychologie und Soziologie in Salzburg, Paris und Wien und absolvierte von 2016 bis 2018 die Schule Friedl Kubelka für unabhängigen Film. Von 1993 bis 2004 war sie bei sixpackfilm tätig, anschließend arbeitete sie als freie Kuratorin für zahlreiche nationale und internationale Filmreihen, darunter Phantome. Metamorphosen. Animismus im Film (Generali Foundation Wien), Form verlässt Norm (Kurzfilm Festival Hamburg), Wissenschaftlerinnen im Film, Frauen und Wahnsinn im Film sowie eine Hommage an Anne Charlotte Robertson. Zwischen 2010 und 2013 konzipierte sie das Branchentreffen der Diagonale.
Brainin-Donnenberg ist Kuratorin der FC GLORIA Kinosalons und Initiatorin des Drehbuchwettbewerbs If she can see it, she can be it – Frauen*figuren jenseits der Klischees. Sie organisierte Masterclasses mit u. a. Maren Ade, Camilla Ahlgren, Kathrin Resetarits und Frank Spotnitz. Als Publizistin veröffentlichte sie zur feministischen Avantgarde und zu Gender-Themen. Sie ist Co-Herausgeberin des Buches Gustav Deutsch (FilmmuseumSynemaPublikationen, 2009) sowie Autorin des Beitrags I turn over the pictures of my voice in my head – Sprache als Akt der Befreiung in feministischen Avantgardefilmen und Videos (Böhlau, 2020).
Als Filmemacherin arbeitet sie überwiegend im Bereich des experimentellen Kurzfilms. Ihre Filme wurden auf internationalen Festivals wie der Berlinale, Viennale, FidMarseille, DocAviv, Go Short Nijmegen und weiteren gezeigt. Ihr Kurzfilm Dirndlschuld (2021) feierte seine internationale Premiere im Berlinale Shorts Wettbewerb, war nominiert für den Österreichischen Filmpreis 2023 in der Kategorie Bester Kurzfilm und hat den Österreichischen Kunstpreis erhalten. Der Film wurde unter anderem bei DocAviv, Jeonju und dem Jewish Film Festival Vienna präsentiert. Der Film reflektiert persönliche, familiäre und historische Dimensionen der österreichischen Tracht im Kontext nationalsozialistischer Symbolik und kultureller Identität.

## Filmografie (Auswahl)
- 2019: Brief an eine Tochter (8 Min., Super 8 auf DCP, Farbe)
- 2021: As Time Goes By (15 Min., Super 8 auf DCP, Farbe)[16]
- 2021: Dirndlschuld (15 Min., Super 8 auf DCP, Farbe und s/w)

## Auszeichnungen
- 2023: Nominierung für den Österreichischen Filmpreis in der Kategorie Bester Kurzfilm für Dirndlschuld[17]
- 2023: Österreichischer Kunstpreis in der Sparte Film[18][19]

## Publikationen
- "Gustav Deutsch" (FilmmuseumSynemaPublikationen, 2009); Herausgeberin, gemeinsam mit Michael Loebenstein[20]
- ""I turn over the pictures of my voice in my head". Sprache als Akt der Befreiung in feministischen Avantgardefilmen und Videos von Eija-Liisa Ahtila, VALIE EXPORT, Kerstin Honeit, Sabine Marte und Anne Charlotte Robertson.", in:  Sprach/Medien/Welten. Wissen und Geschlecht in Musik, Theater, Film (mdw Gender Wissen  - Band 008, 2020)[21]